# Ferrières (Hautes-Pyrénées)
Pour les articles homonymes, voir Ferrières.
Ferrières est une commune française située dans l'ouest du département des Hautes-Pyrénées, en région Occitanie. Sur le plan historique et culturel, la commune est dans la province du Lavedan, partie sud-occidentale de la Bigorre et constituée d'un ensemble de sept vallées en amont de la ville de Lourdes.
Exposée à un climat de montagne, elle est drainée par l'Ouzoum et par divers autres petits cours d'eau. Incluse dans le Parc national des Pyrénées, la commune possède un patrimoine naturel remarquable : un site Natura 2000 (« granquet-Pibeste et Soum d'Ech ») et quatre zones naturelles d'intérêt écologique, faunistique et floristique.
Ferrières est une commune rurale qui compte 87 habitants en 2022, après avoir connu un pic de population de 835 habitants en 1821.
Ses habitants sont appelés les Ferrièrois.

## Géographie

### Localisation
La commune de Ferrières se trouve dans le département des Hautes-Pyrénées, en région Occitanie.
Elle se situe à 37 km à vol d'oiseau de Tarbes, préfecture du département, et à 13 km d'Argelès-Gazost, sous-préfecture.
Les communes les plus proches sont : 
Arbéost (2,2 km), Aucun (7,1 km), Arrens-Marsous (7,3 km), Gaillagos (7,8 km), Arcizans-Dessus (8,9 km), Arthez-d'Asson (9,0 km), Bun (9,5 km), Sireix (10,2 km).
Sur le plan historique et culturel, Ferrières fait partie de la province historique du Lavedan, partie sud-occidentale de la Bigorre et constitué d'un ensemble de sept vallées en amont de la ville de Lourdes. Historiquement, elle  fait partie de la province de Gascogne, et plus particulièrement du comté de Bigorre. La commune est dans le pays du val d'Azun, qui bute au nord sur le bassin de Lourdes, à l'est sur la vallée de l'Adour, au sud sur l'Aragon (Espagne) par le Balaïtous et, à l'ouest sur le Béarn (département des Pyrénées-Atlantiques, région Nouvelle-Aquitaine).
La commune est limitrophe du département des Pyrénées-Atlantiques.

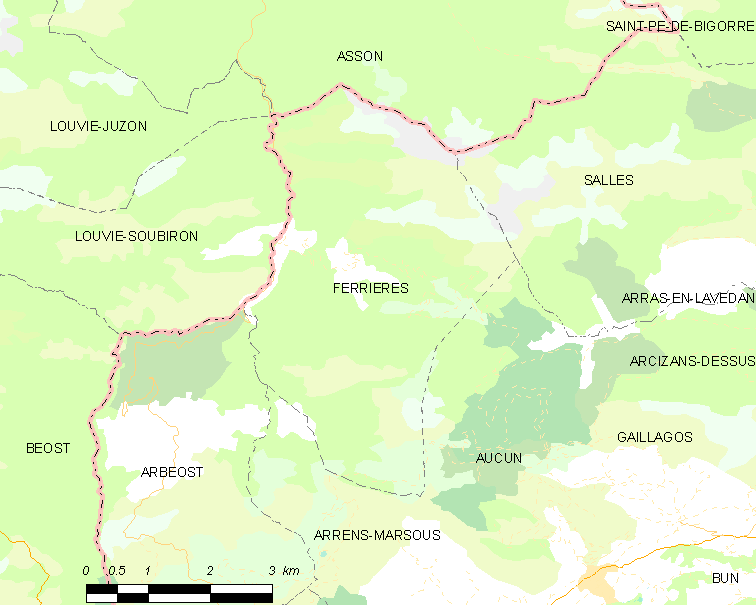
Carte de la commune de Ferrières et des proches communes.

| Louvie-Juzon (Pyrénées-Atlantiques, (sur 50 m) | Asson (Pyrénées-Atlantiques) | Salles |
| Louvie-Soubiron (Pyrénées-Atlantiques)         | Ferrières                    | Aucun  |
| Arbéost                                        | Arrens-Marsous               |        |

### Paysages et relief

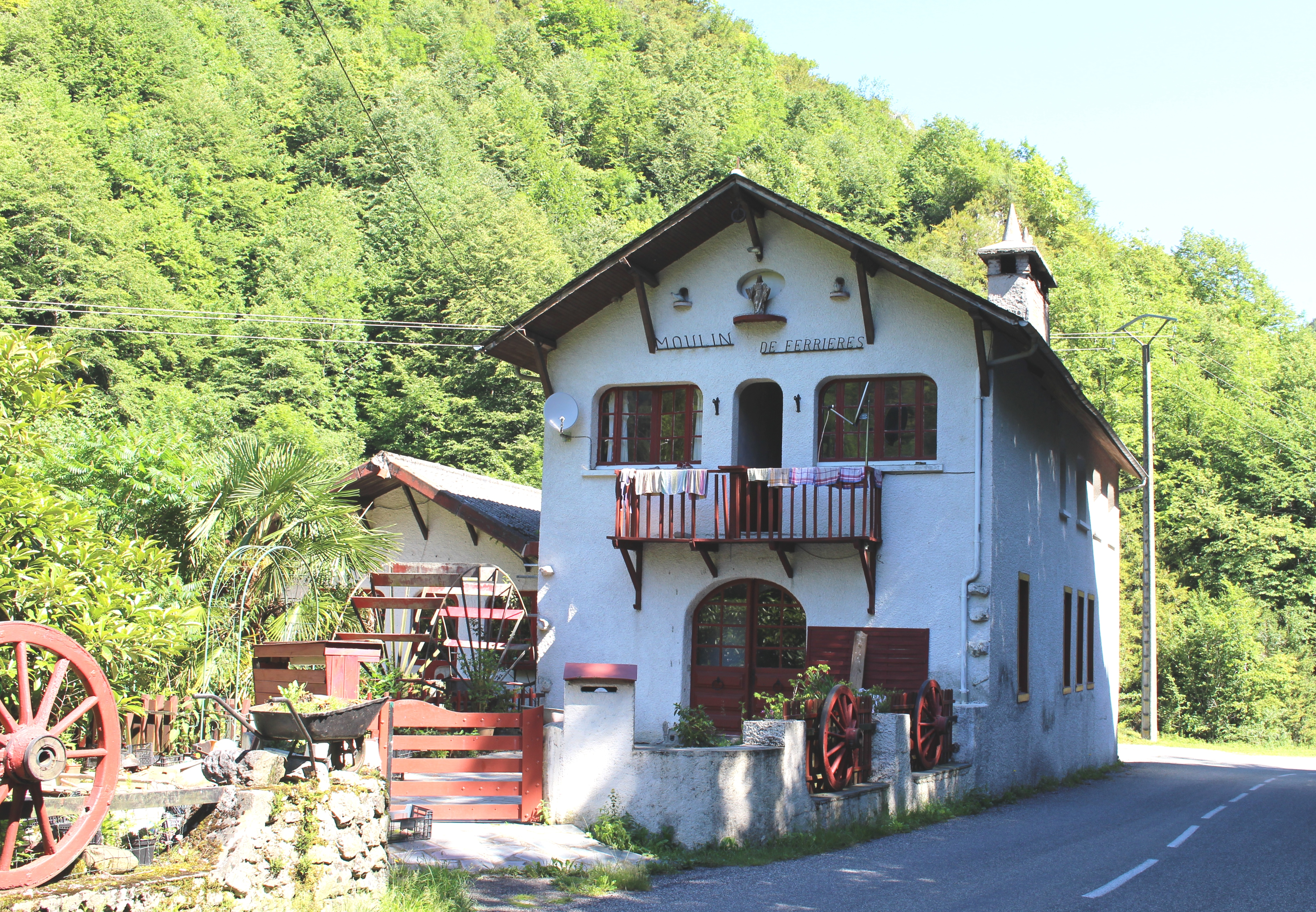
Le moulin en 2017.

### Hydrographie
La commune est dans le bassin de l'Adour, au sein du bassin hydrographique Adour-Garonne. Elle est drainée par l'Ouzoum, Caud'Arrouy, le ruisseau d'Asteuil, le ruisseau de Gourlapit, le ruisseau de Hougarou, le ruisseau de la Chourrère, le ruisseau de Lastètes et par divers petits cours d'eau, constituant un réseau hydrographique de 23 km de longueur totale,.
L'Ouzoum, d'une longueur totale de 33,2 km, prend sa source dans la commune de Béost et s'écoule du sud vers le nord. Il traverse la commune et se jette dans le gave de Pau à Igon, après avoir traversé 8 communes.

### Climat
Le climat qui caractérise la commune est qualifié, en 2010, de « climat des marges montargnardes », selon la typologie des climats de la France qui compte alors huit grands types de climats en métropole. En 2020, la commune ressort du type « climat de montagne » dans la classification établie par Météo-France, qui ne compte désormais, en première approche, que cinq grands types de climats en métropole. Pour ce type de climat, la température décroît rapidement en fonction de l'altitude. On observe une nébulosité minimale en hiver et maximale en été. Les vents et les précipitations varient notablement selon le lieu.
Les paramètres climatiques qui ont permis d’établir la typologie de 2010 comportent six variables pour les températures et huit pour les précipitations, dont les valeurs correspondent à la normale 1971-2000. Les sept principales variables caractérisant la commune sont présentées dans l'encadré ci-après.
| Paramètres climatiques communaux sur la période 1971-2000 - Moyenne annuelle de température : 10,5 °C - Nombre de jours avec une température inférieure à −5 °C : 4,5 j - Nombre de jours avec une température supérieure à 30 °C : 4,1 j - Amplitude thermique annuelle : 14,1 °C - Cumuls annuels de précipitation : 1 339 mm - Nombre de jours de précipitation en janvier : 11,7 j - Nombre de jours de précipitation en juillet : 8,6 j |

Avec le changement climatique, ces variables ont évolué. Une étude réalisée en 2014 par la Direction générale de l'Énergie et du Climat complétée par des études régionales prévoit en effet que la  température moyenne devrait croître et la pluviométrie moyenne baisser, avec toutefois de fortes variations régionales. Ces changements peuvent être constatés sur la station météorologique de Météo-France la plus proche, « Arrens-Marsous », sur la commune d'Arrens-Marsous, mise en service en 1936 et qui se trouve à 7 km à vol d'oiseau,, où la température moyenne annuelle est de 9,9 °C et la hauteur de précipitations de 1 146,3 mm pour la période 1981-2010.
Sur la station météorologique historique la plus proche, « Tarbes-Lourdes-Pyrénées », sur la commune d'Ossun, mise en service en 1946 et à 27 km, la température moyenne annuelle évolue de 12,2 °C pour la période 1971-2000, à 12,6 °C pour 1981-2010, puis à 12,9 °C pour 1991-2020.

### Milieux naturels et biodiversité

#### Espaces protégés
La protection réglementaire est le mode d’intervention le plus fort pour préserver des espaces naturels remarquables et leur biodiversité associée,.
Dans ce cadre, la commune fait partie de l'aire d'adhésion du Parc National des Pyrénées. Ce  parc national, créé en 1967, abrite une faune riche et spécifique particulièrement intéressante : importantes populations d’isards, colonies de marmottes réimplantées avec succès, grands rapaces tels le Gypaète barbu, le Vautour fauve, le Percnoptère d’Égypte ou l’Aigle royal, le Grand tétras et le discret Desman des Pyrénées qui constitue l’exemple type de ce précieux patrimoine confié au Parc national et aussi l'Ours des Pyrénées,,.

#### Réseau Natura 2000

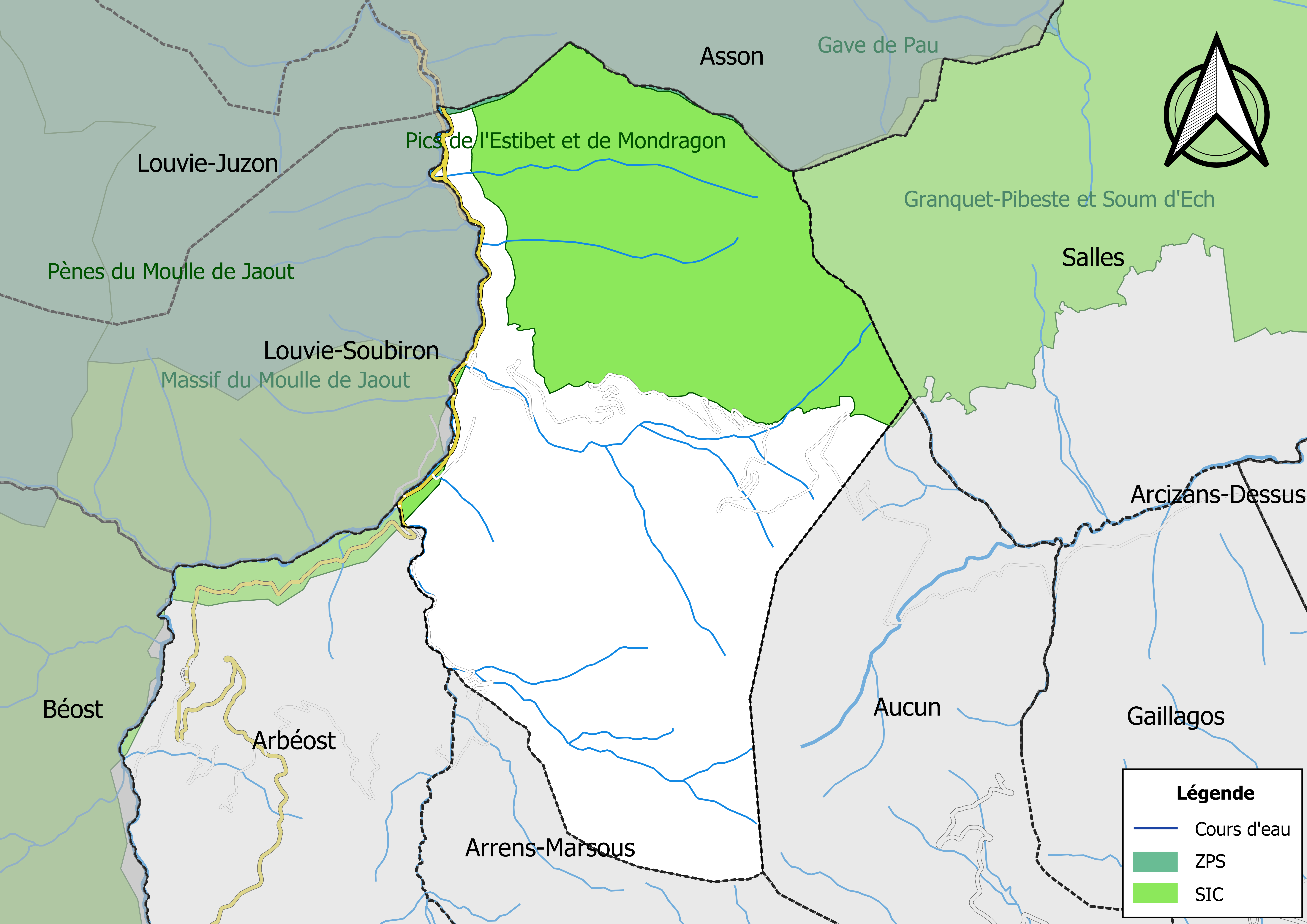
Site Natura 2000 sur le territoire communal.

Le réseau Natura 2000 est un réseau écologique européen de sites naturels d'intérêt écologique élaboré à partir des directives habitats et oiseaux, constitué de zones spéciales de conservation (ZSC) et de zones de protection spéciale (ZPS).
Un site Natura 2000 a été défini sur la commune au titre de la directive habitats : « granquet-Pibeste et Soum d'Ech », d'une superficie de 7 259 ha, représente un des aquifères importants du département avec un milieu karstique remarquable.

#### Zones naturelles d'intérêt écologique, faunistique et floristique
L’inventaire des zones naturelles d'intérêt écologique, faunistique et floristique (ZNIEFF) a pour objectif de réaliser une couverture des zones les plus intéressantes sur le plan écologique, essentiellement dans la perspective d’améliorer la connaissance du patrimoine naturel national et de fournir aux différents décideurs un outil d’aide à la prise en compte de l’environnement dans l’aménagement du territoire.
Deux ZNIEFF de type 1 sont recensées sur la commune :
le « massifmontagneux entre Argelès-Gazost et l'Ouzom » (6 108 ha), couvrant 12 communes dont une dans les Pyrénées-Atlantiques et 11 dans les Hautes-Pyrénées et 
les « Soulanes et crêtes des massifs du Granquet, Estibette et Pibeste » (4 471 ha), couvrant 11 communes dont une dans les Pyrénées-Atlantiques et dix dans les Hautes-Pyrénées
et deux ZNIEFF de type 2, : 
- les « massifs calcaires de l'Estibète, du Granquet et du Pibeste, forêt de Très Crouts, vallée du Bergons et crêtes » (17 871 ha), couvrant 24 communes dont trois dans les Pyrénées-Atlantiques et 21 dans les Hautes-Pyrénées[32] ;
- le « réseau hydrographique du gave de Pau et ses annexes hydrauliques » (3 001 ha), couvrant 71 communes dont dix dans les Landes, 59 dans les Pyrénées-Atlantiques et deux dans les Hautes-Pyrénées[33].

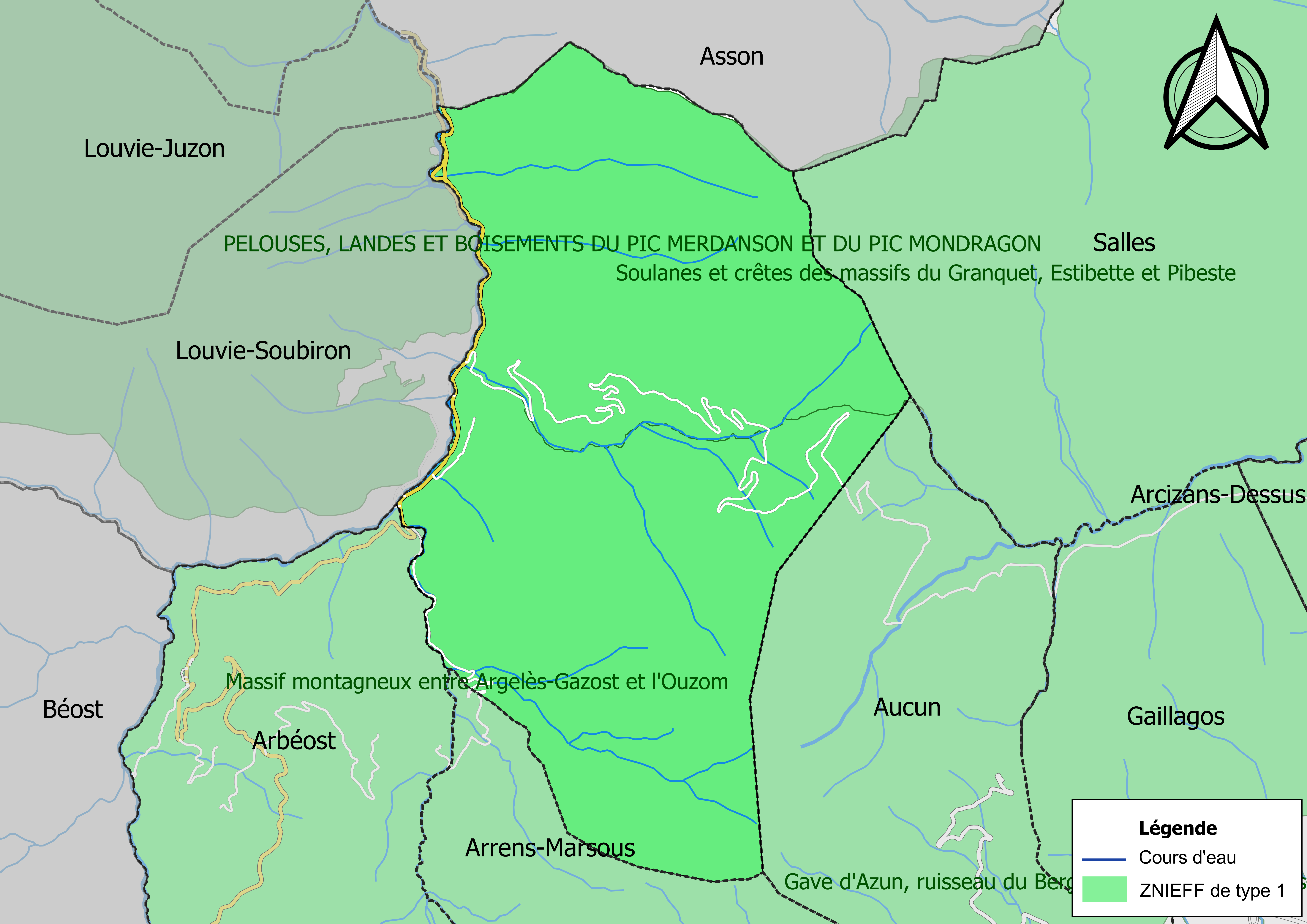
Carte des ZNIEFF de type 1 sur la commune.
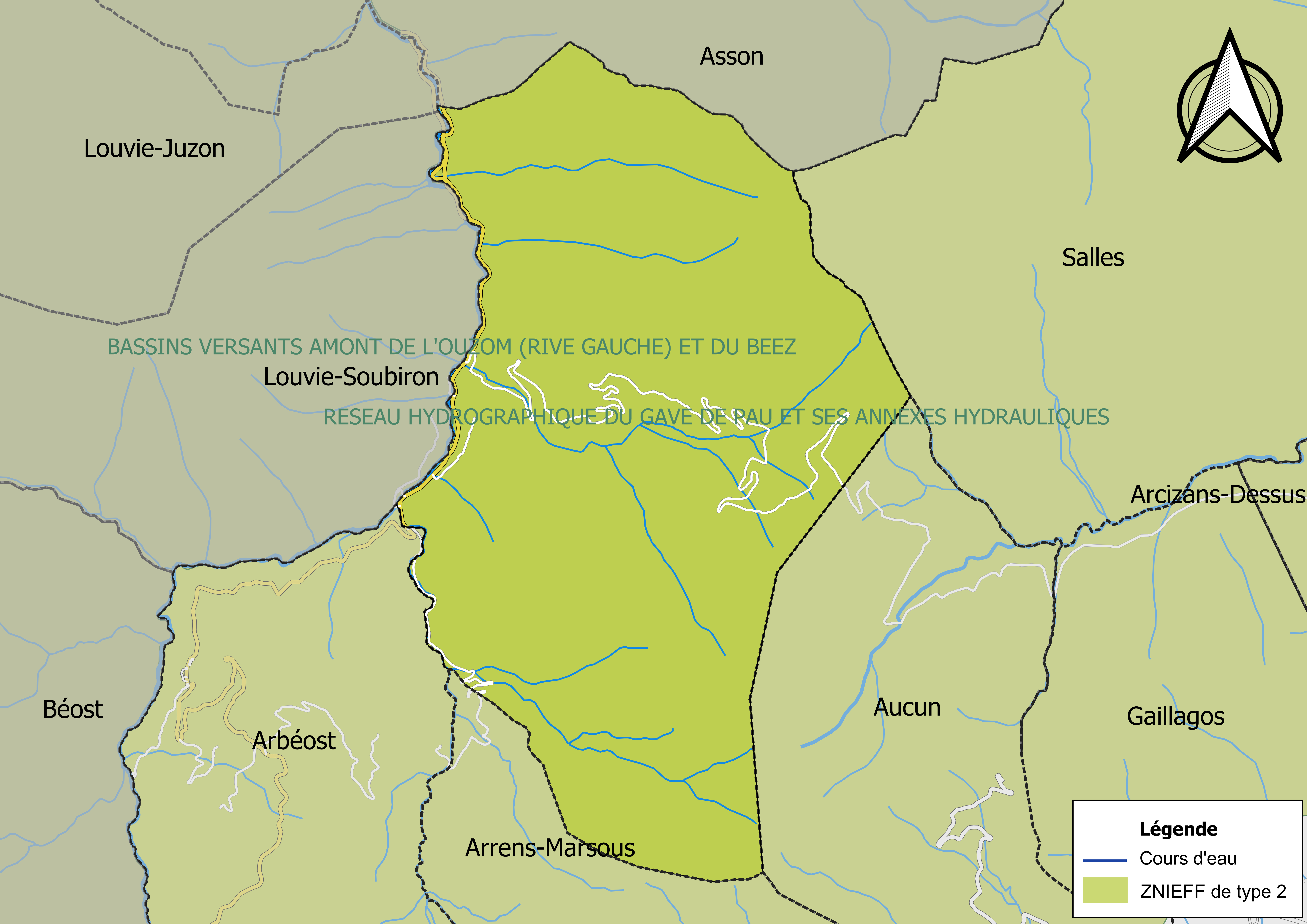
Carte des ZNIEFF de type 2 sur la commune.

## Urbanisme

### Typologie
Au 1er janvier 2024, Ferrières est catégorisée commune rurale à habitat très dispersé, selon la nouvelle grille communale de densité à sept niveaux définie par l'Insee en 2022.
Elle est située hors unité urbaine et hors attraction des villes,.

### Occupation des sols
L'occupation des sols de la commune, telle qu'elle ressort de la base de données européenne d’occupation biophysique des sols Corine Land Cover (CLC), est marquée par l'importance des forêts et milieux semi-naturels (95,2 % en 2018), une proportion identique à celle de 1990 (95,2 %). La répartition détaillée en 2018 est la suivante : 
forêts (52 %), milieux à végétation arbustive et/ou herbacée (33,2 %), espaces ouverts, sans ou avec peu de végétation (9,9 %), prairies (4,8 %).
L'IGN met par ailleurs à disposition un outil en ligne permettant de comparer l’évolution dans le temps de l’occupation des sols de la commune (ou de territoires à des échelles différentes). Plusieurs époques sont accessibles sous forme de cartes ou photos aériennes : la carte de Cassini (XVIIIe siècle), la carte d'état-major (1820-1866) et la période actuelle (1950 à aujourd'hui).

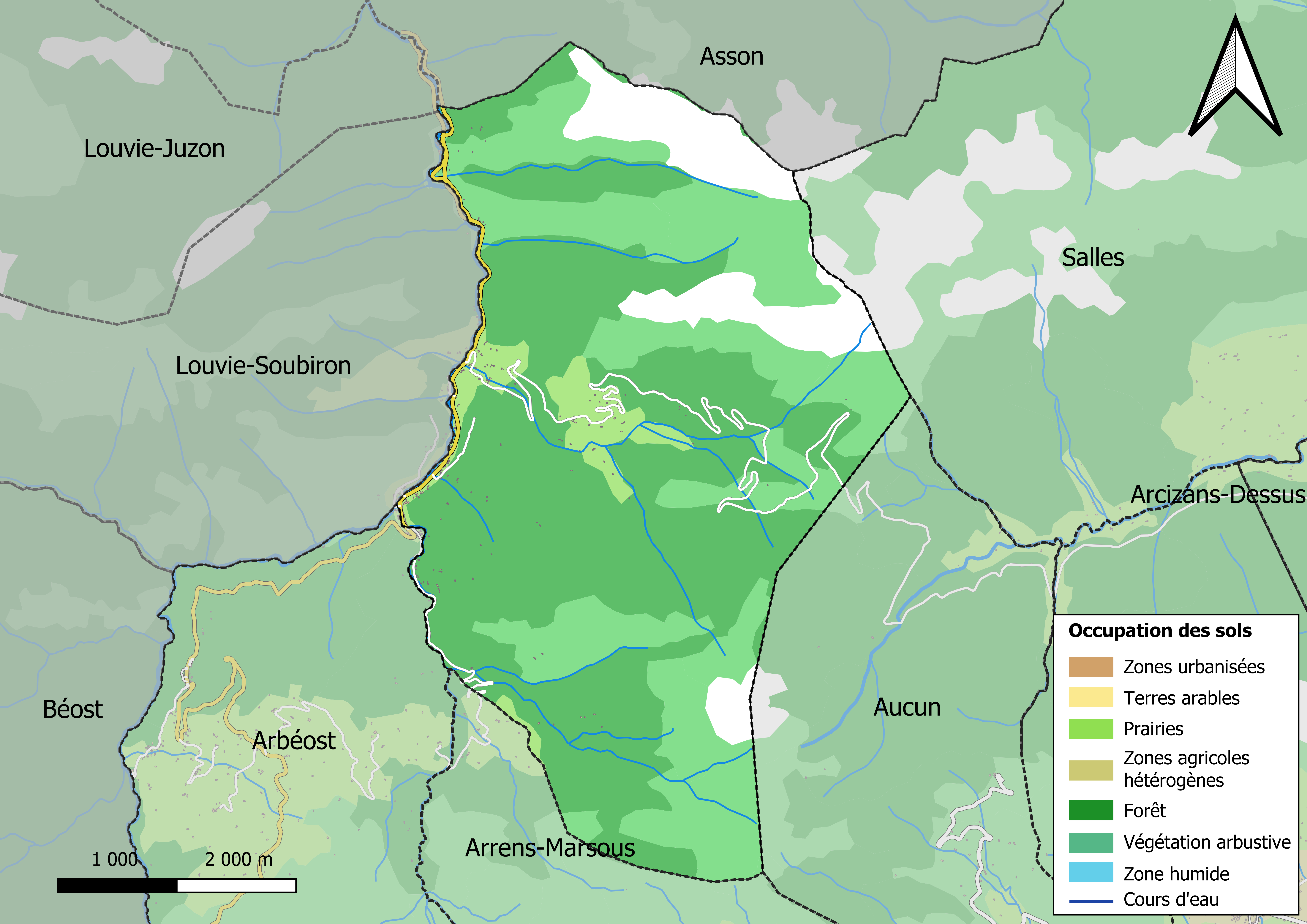
Carte des infrastructures et de l'occupation des sols en 2018 (CLC) de la commune.
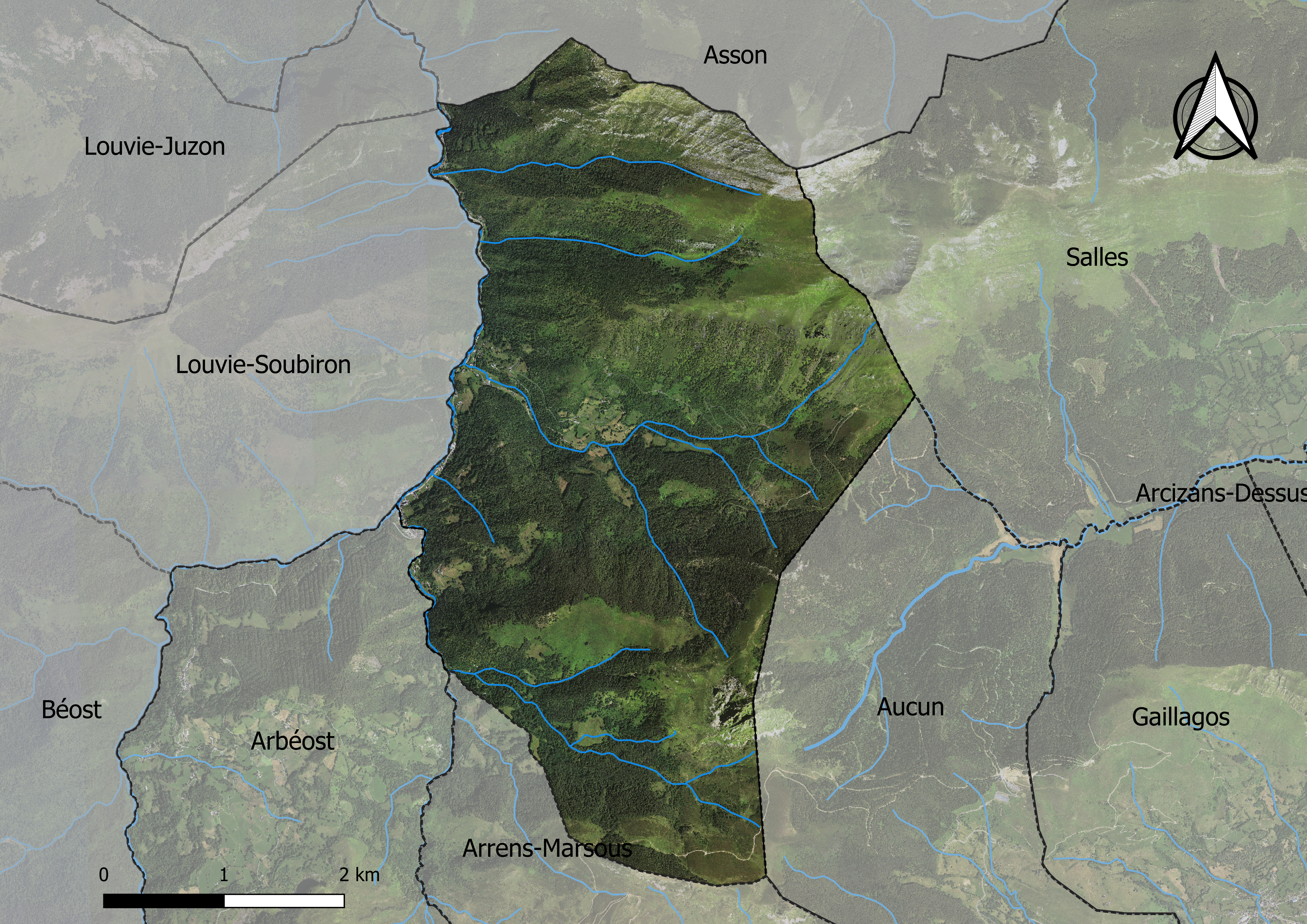
Carte orthophotogrammétrique de la commune.

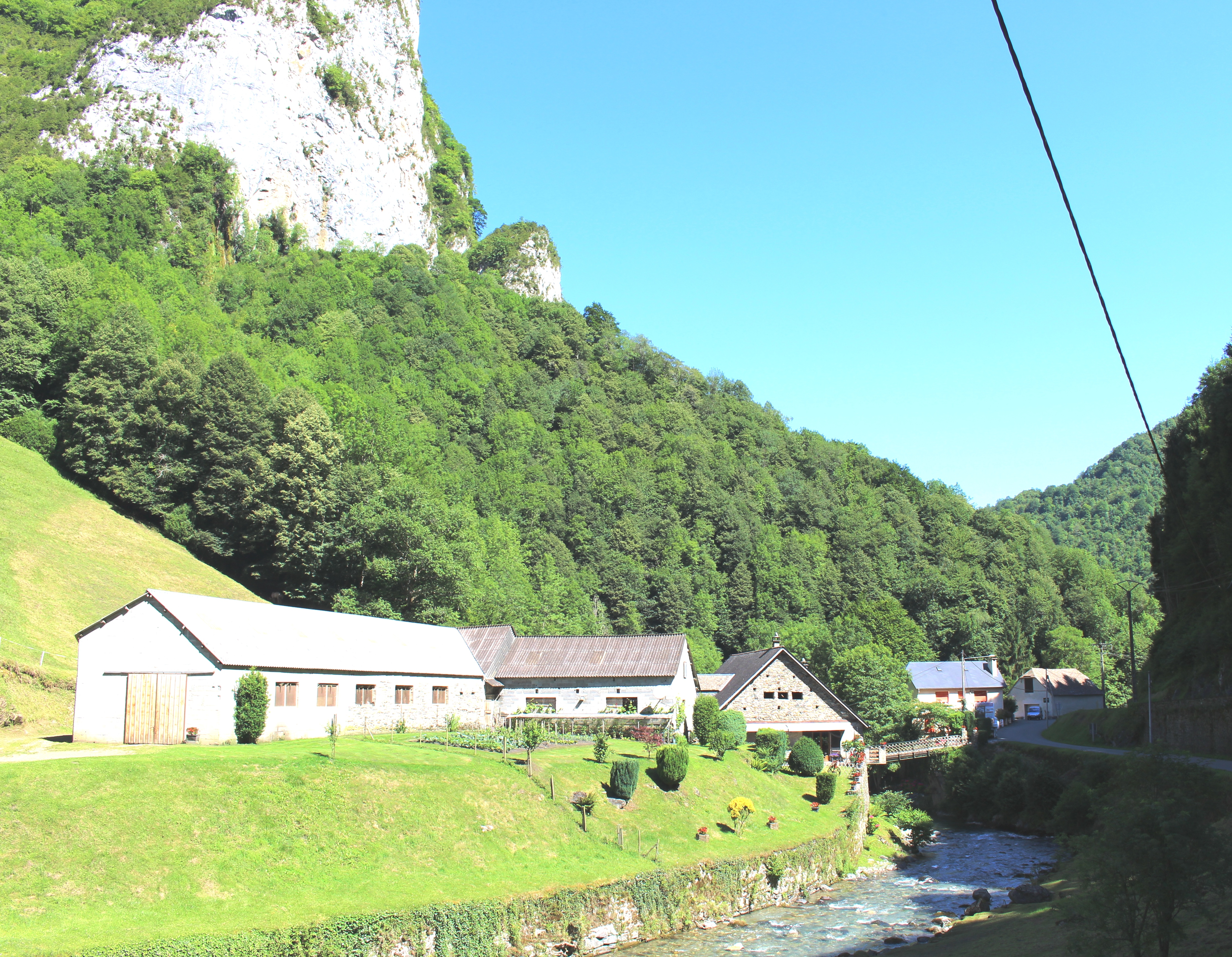
Vue du hameau de La Herrère.

### Logement
En 2012, le nombre total de logements dans la commune est de 123.

Parmi ces logements, 40,2 % sont des résidences principales, 55,1 % des résidences secondaires et 4,7 % des logements vacants.

### Voies de communication et transports
Cette commune est desservie par la route départementale D126.

### Risques majeurs
Le territoire de la commune de Ferrières est vulnérable à différents aléas naturels : météorologiques (tempête, orage, neige, grand froid, canicule ou sécheresse), inondations, feux de forêts, mouvements de terrains, avalanche  et séisme (sismicité moyenne). Il est également exposé à un risque particulier : le risque de radon. Un site publié par le BRGM permet d'évaluer simplement et rapidement les risques d'un bien localisé soit par son adresse soit par le numéro de sa parcelle.

#### Risques naturels
Certaines parties du territoire communal sont susceptibles d’être affectées par le risque d’inondation par débordement de cours d'eau, notamment l'Ouzoum. La cartographie des zones inondables en ex-Midi-Pyrénées réalisée dans le cadre du XIe Contrat de plan État-région, visant à informer les citoyens et les décideurs sur le risque d’inondation, est accessible sur le site de la DREAL Occitanie. La commune a été reconnue en état de catastrophe naturelle au titre des dommages causés par les inondations et coulées de boue survenues en 1982, 1993, 1999, 2009 et 2021,.
Ferrières est exposée au risque de feu de forêt. Un plan départemental de protection des forêts contre les incendies a été approuvé par arrêté préfectoral le 21 avril 2020 pour la période 2020-2029. Le précédent couvrait la période 2007-2017. L’emploi du feu est régi par deux types de réglementations. D’abord le code forestier et l’arrêté préfectoral du 27 octobre 2014, qui réglementent l’emploi du feu à moins de 200 m des espaces naturels combustibles sur l’ensemble du département. Ensuite celle établie dans le cadre de la lutte contre la pollution de l’air, qui interdit le brûlage des déchets verts des particuliers. L’écobuage est quant à lui réglementé dans le cadre de commissions locales d’écobuage (CLE)

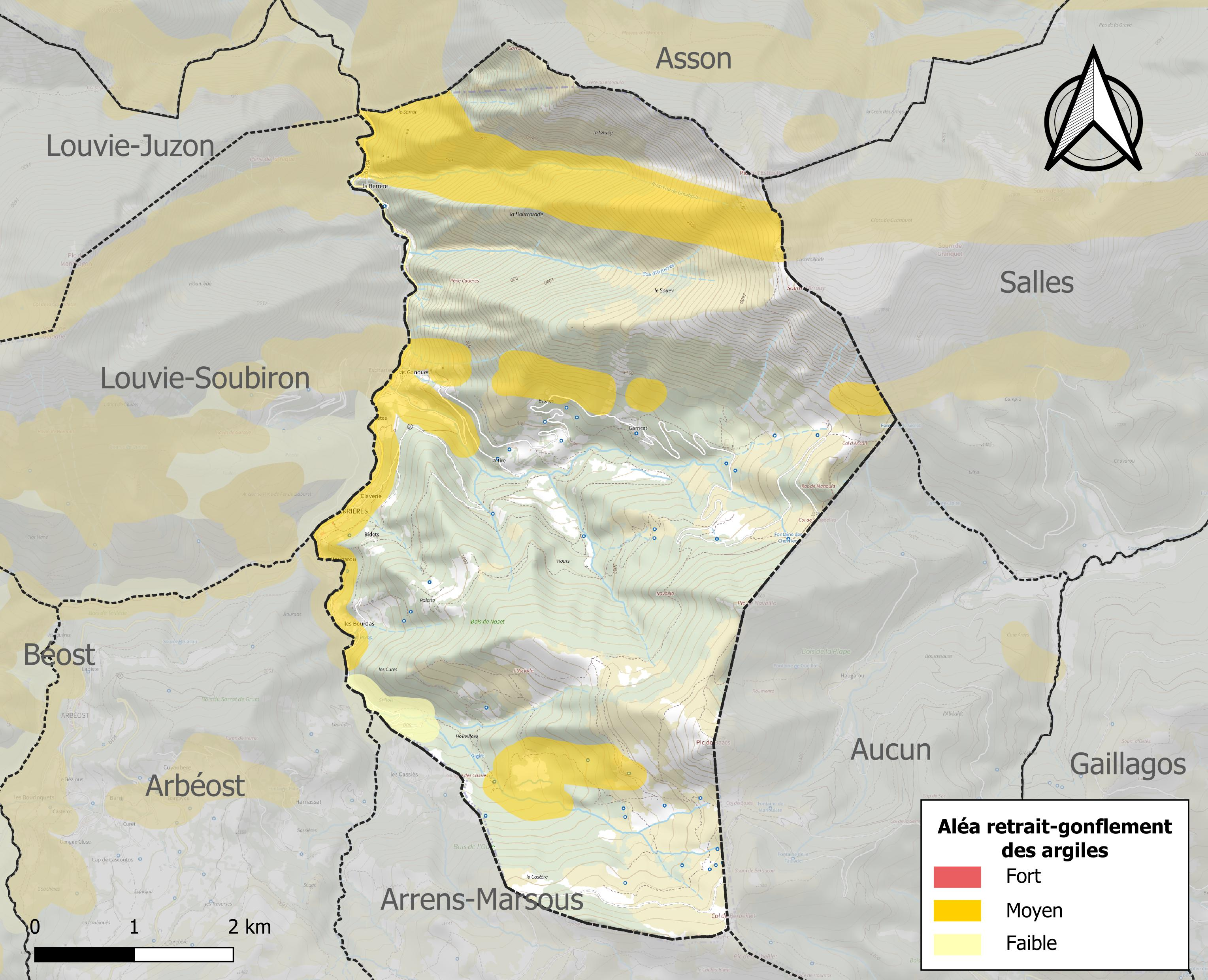
Carte des zones d'aléa retrait-gonflement des sols argileux de Ferrières.

Les mouvements de terrains susceptibles de se produire sur la commune sont des mouvements de sols liés à la présence d'argile et des tassements différentiels.
Le retrait-gonflement des sols argileux est susceptible d'engendrer des dommages importants aux bâtiments en cas d’alternance de périodes de sécheresse et de pluie. 18,8 % de la superficie communale est en aléa moyen ou fort (44,5 % au niveau départemental et 48,5 % au niveau national). Sur les 114 bâtiments dénombrés sur la commune en 2019, 75 sont en aléa moyen ou fort, soit 66 %, à comparer aux 75 % au niveau départemental et 54 % au niveau national. Une cartographie de l'exposition du territoire national au retrait gonflement des sols argileux est disponible sur le site du BRGM,.
Par ailleurs, afin de mieux appréhender le risque d’affaissement de terrain, l'inventaire national des cavités souterraines permet de localiser celles situées sur la commune.
Concernant les mouvements de terrains, la commune a été reconnue en état de catastrophe naturelle au titre des dommages causés par des mouvements de terrain en 1999.
La commune est exposée aux risques d'avalanche. Les habitants exposés à ce risque doivent se renseigner, en mairie, de l’existence d’un plan de prévention des risques avalanches (PPRA). Le cas échéant, identifier les mesures applicables à l'habitation, identifier, au sein de l'habitation, la pièce avec la façade la moins exposée à l’aléa pouvant faire office, au besoin, de zone de confinement et équiper cette pièce avec un kit de situation d’urgence,.

#### Risque particulier
Dans plusieurs parties du territoire national, le radon, accumulé dans certains logements ou autres locaux, peut constituer une source significative d’exposition de la population aux rayonnements ionisants. Certaines communes du département sont concernées par le risque radon à un niveau plus ou moins élevé. Selon la classification de 2018, la commune de Ferrières est classée en zone 2, à savoir zone à potentiel radon faible mais sur lesquelles des facteurs géologiques particuliers peuvent faciliter le transfert du radon vers les bâtiments.

## Toponymie
On trouvera les principales informations dans le Dictionnaire toponymique des communes des Hautes Pyrénées de Michel Grosclaude et Jean-François Le Nail qui rapporte les dénominations historiques du village.
Pluriel du latin ferraria, « Installation pour extraire, fondre et forger le fer ». Dérivé de fer, avec le suffixe -ière.

### Dénominations historiques
- Haugaron, (fin XVIIIe siècle, carte de Cassini) ;
- Mentionnée sous le nom de Haugaron dans la première délimitation de 1790, dans le canton d’Azun, et absente de la seconde. Citée comme commune entre 1791 et 1801, du canton d’Aucun depuis 1801.

Étymologie : du gascon herrèra (= mine de fer).
Nom occitan : Herrèra.

## Histoire

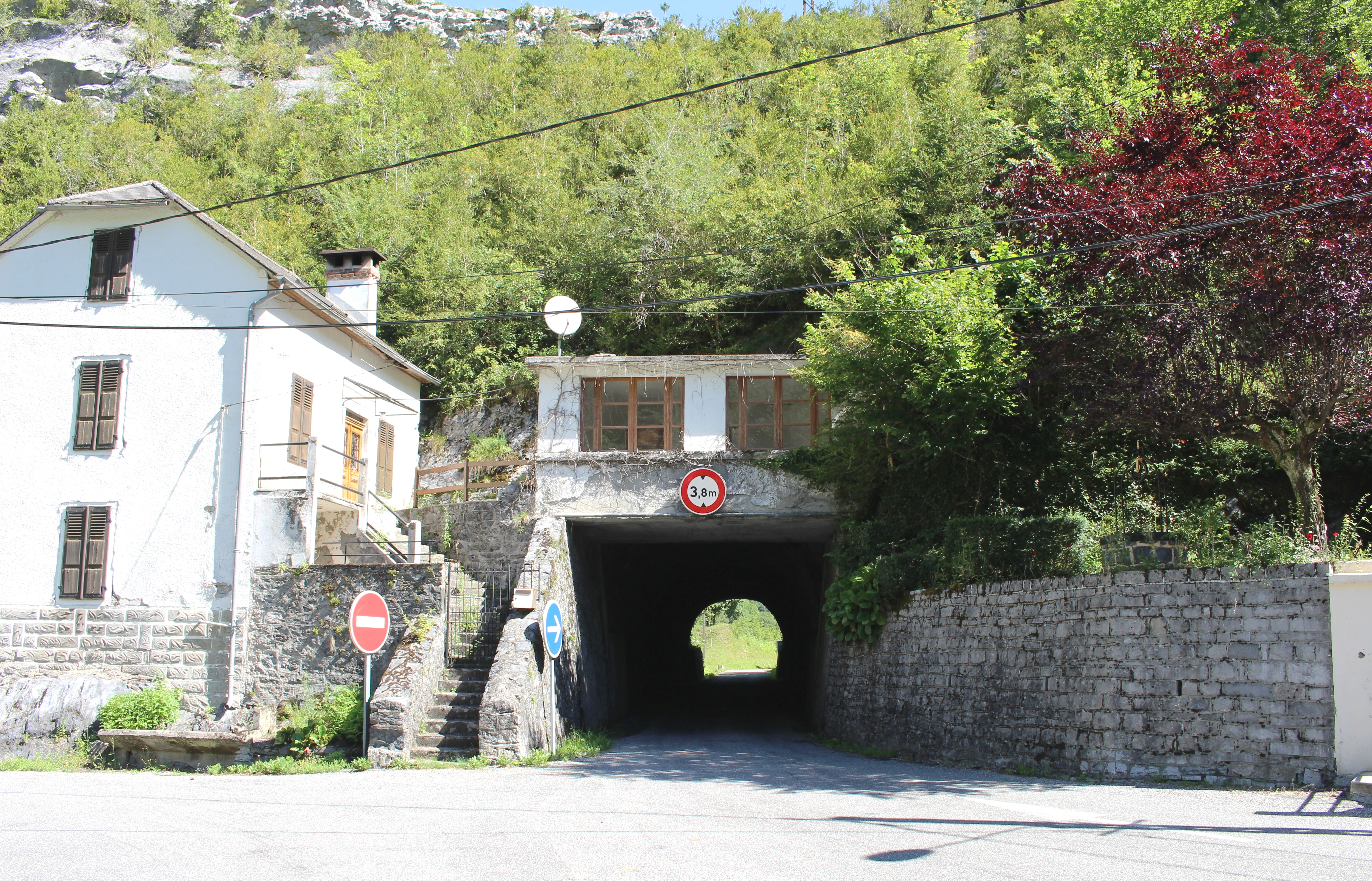
Tunnel des anciennes forges de la vallée de l'Ouzom.

### Cadastre de Ferrières
Le plan cadastral napoléonien de Ferrières est consultable sur le site des archives départementales des Hautes-Pyrénées.

## Politique et administration

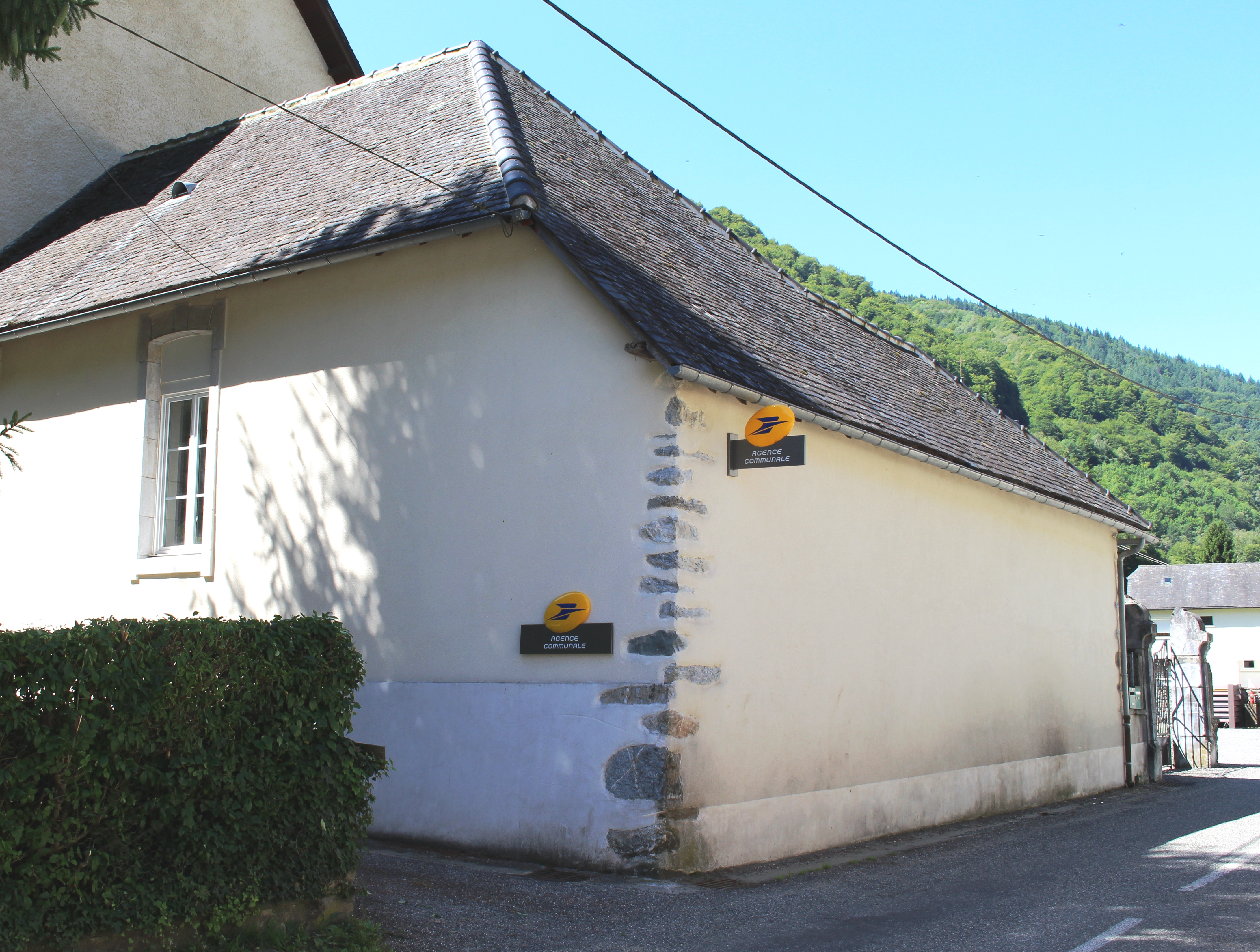
La Poste en 2017.

### Liste des maires
| Période                                  | Période   | Identité       | Étiquette | Qualité |
| ---------------------------------------- | --------- | -------------- | --------- | ------- |
| Les données manquantes sont à compléter. |           |                |           |         |
|                                          |           |                |           |         |
| janvier 2000                             | mars 2014 | Jean Miro      |           |         |
| mars 2014                                | En cours  | Katty Brognoli | DVG       |         |

### Rattachements administratifs et électoraux

#### Historique administratif
Pays et sénéchaussée de Bigorre, Lavedan, Vallée d'Azun, canton  d'Azun (1790), d'Aucun (depuis 1801). Dépendance de la communauté d'Aucun, mentionnée sous le nom de Haugaron dans la première délimitation de 1790, et absente de la seconde (donc vraisemblablement rattachée à Aucun), citée comme commune entre 1791 et 1801.

#### Intercommunalité
Ferrières appartient à la communauté des communes du Pays de Nay (http://www.paysdenay.fr/)

## Population et société

### Démographie

#### Évolution démographique

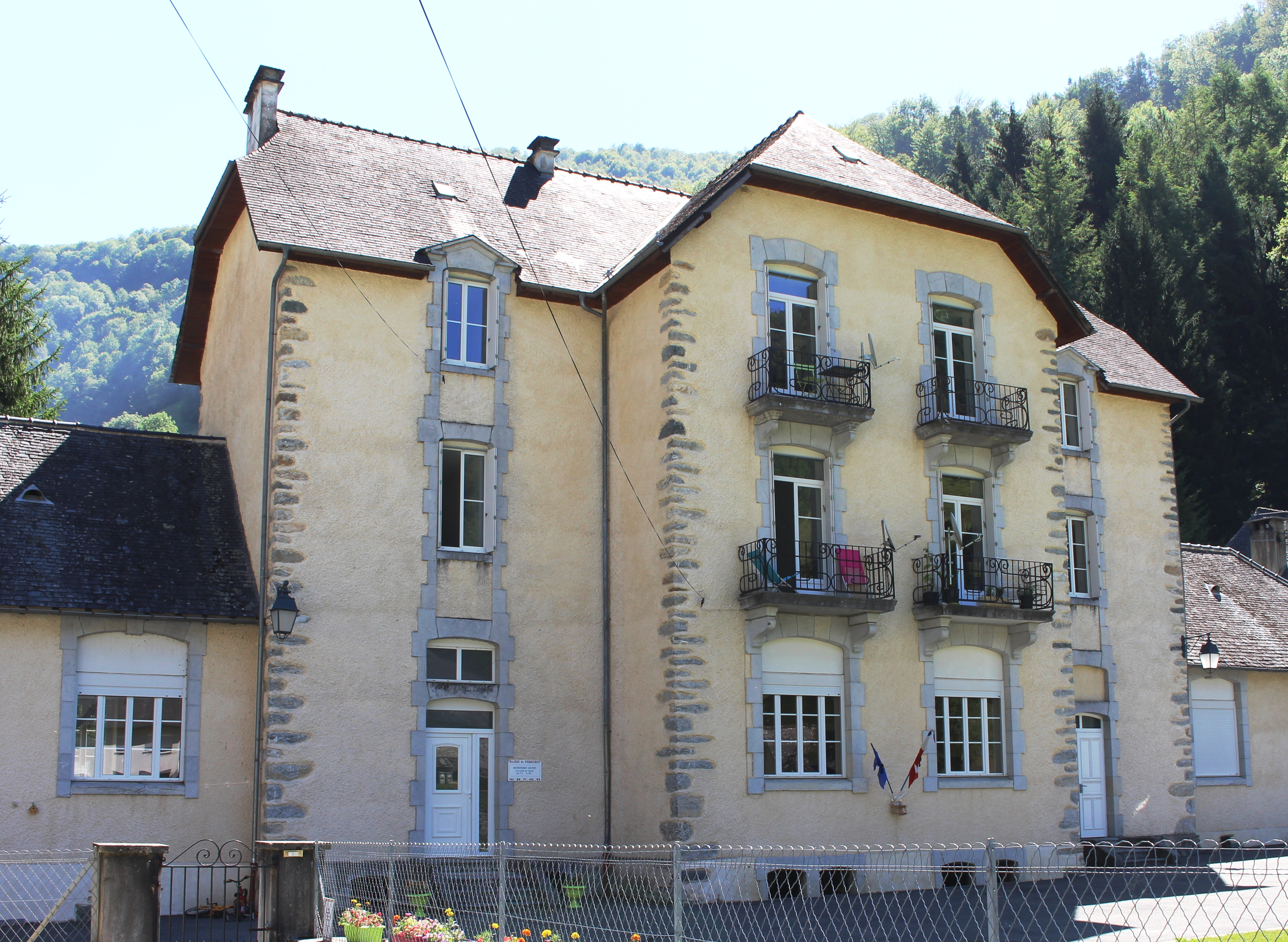
L'école en 2017.

L'évolution du nombre d'habitants est connue à travers les recensements de la population effectués dans la commune depuis 1793. Pour les communes de moins de 10 000 habitants, une enquête de recensement portant sur toute la population est réalisée tous les cinq ans, les populations de référence des années intermédiaires étant quant à elles estimées par interpolation ou extrapolation. Pour la commune, le premier recensement exhaustif entrant dans le cadre du nouveau dispositif a été réalisé en 2008.

En 2022, la commune comptait 87 habitants, en évolution de −10,31 % par rapport à 2016 (Hautes-Pyrénées : +1,59 %, France hors Mayotte : +2,11 %).
| 1793 | 1800 | 1806 | 1821 | 1831 | 1836 | 1841 | 1846 | 1851 |
| ---- | ---- | ---- | ---- | ---- | ---- | ---- | ---- | ---- |
| 625  | 424  | 638  | 835  | 709  | 757  | 660  | 749  | 689  |

| 1856 | 1861 | 1866 | 1872 | 1876 | 1881 | 1886 | 1891 | 1896 |
| ---- | ---- | ---- | ---- | ---- | ---- | ---- | ---- | ---- |
| 643  | 645  | 623  | 637  | 634  | 650  | 687  | 719  | 651  |

| 1901 | 1906 | 1911 | 1921 | 1926 | 1931 | 1936 | 1946 | 1954 |
| ---- | ---- | ---- | ---- | ---- | ---- | ---- | ---- | ---- |
| 626  | 636  | 628  | 616  | 578  | 594  | 469  | 428  | 350  |

| 1962 | 1968 | 1975 | 1982 | 1990 | 1999 | 2006 | 2008 | 2013 |
| ---- | ---- | ---- | ---- | ---- | ---- | ---- | ---- | ---- |
| 240  | 190  | 149  | 135  | 112  | 110  | 113  | 114  | 101  |

| 2018 | 2022 | - | - | - | - | - | - | - |
| ---- | ---- | - | - | - | - | - | - | - |
| 84   | 87   | - | - | - | - | - | - | - |

### Enseignement
La commune dépend de l'académie de Toulouse. Elle dispose d’une école en 2025.
- École primaire.

## Économie

### Emploi
|                | 2008  | 2013   | 2018   |
| -------------- | ----- | ------ | ------ |
| Commune        | 5,7 % | 14,1 % | 14,5 % |
| Département    | 7,7 % | 9,4 %  | 9,8 %  |
| France entière | 8,3 % | 10 %   | 10 %   |

En 2018, la population âgée de 15 à 64 ans s'élève à 55 personnes, parmi lesquelles on compte 70,9 % d'actifs (56,4 % ayant un emploi et 14,5 % de chômeurs) et 29,1 % d'inactifs,. En  2018, le taux de chômage communal (au sens du recensement) des 15-64 ans est supérieur à celui du département et de la France, alors qu'en 2008 la situation était inverse.
La commune est hors attraction des villes,. Elle compte 20 emplois en 2018, contre 25 en 2013 et 23 en 2008. Le nombre d'actifs ayant un emploi résidant dans la commune est de 31, soit un indicateur de concentration d'emploi de 64,3 % et un taux d'activité parmi les 15 ans ou plus de 50,6 %.
Sur ces 31 actifs de 15 ans ou plus ayant un emploi, 10 travaillent dans la commune, soit 32 % des habitants. Pour se rendre au travail, 83,9 % des habitants utilisent un véhicule personnel ou de fonction à quatre roues, 3,2 % les transports en commun, 6,5 % s'y rendent en deux-roues, à vélo ou à pied et 6,5 % n'ont pas besoin de transport (travail au domicile).

## Culture locale et patrimoine

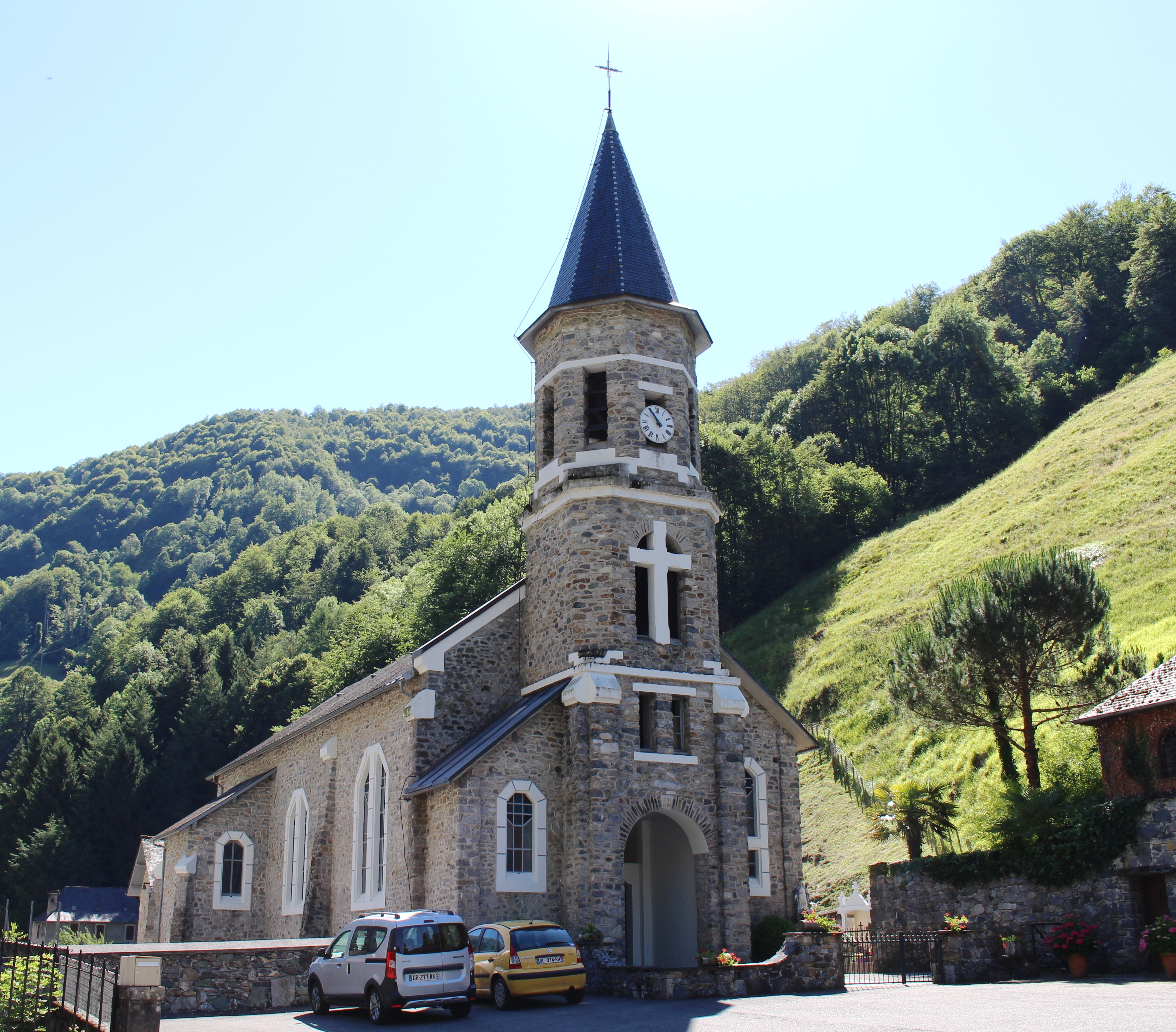
L'église Saint-Pierre-et-Saint-Paul en 2017.

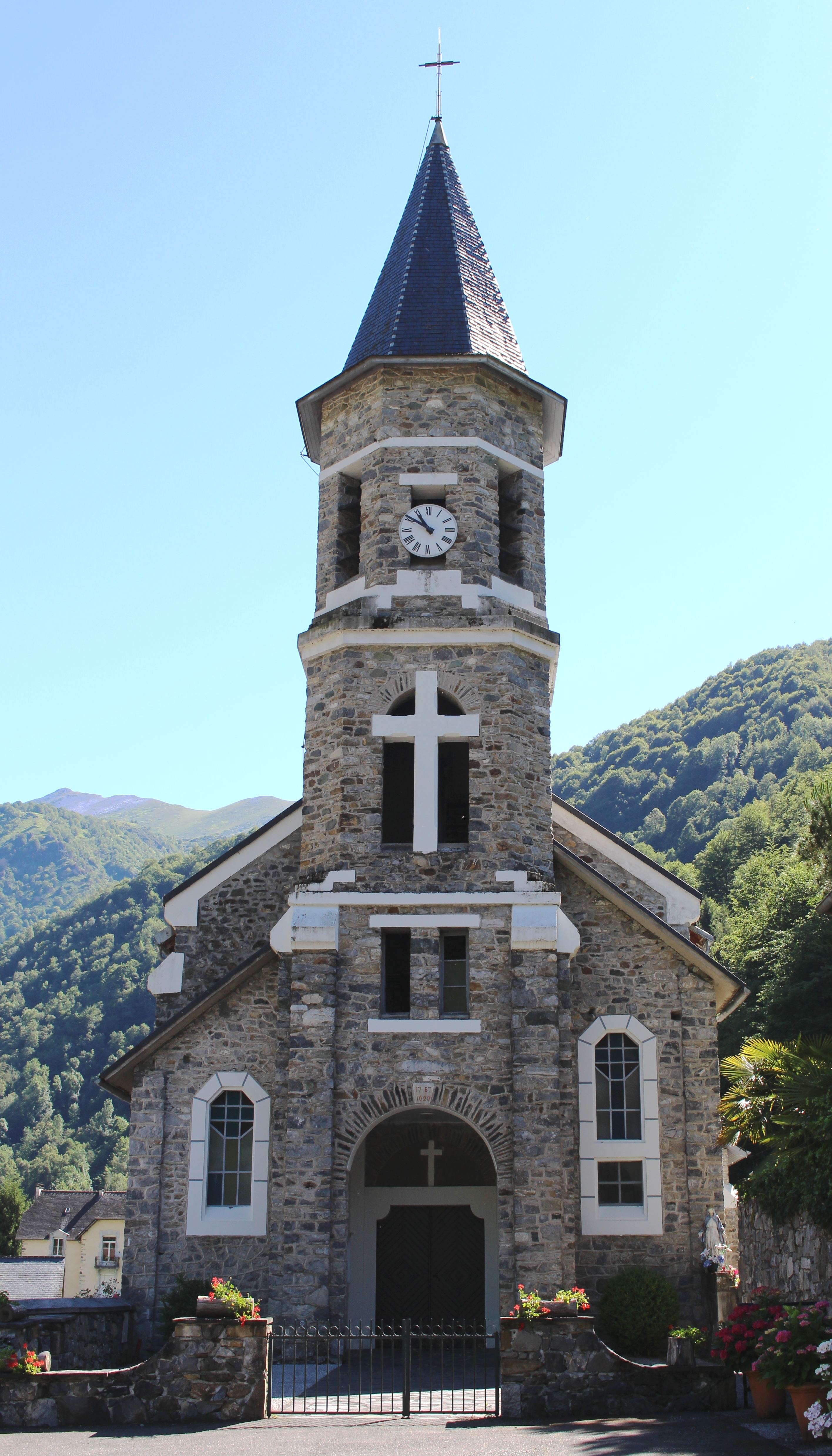
L'église.

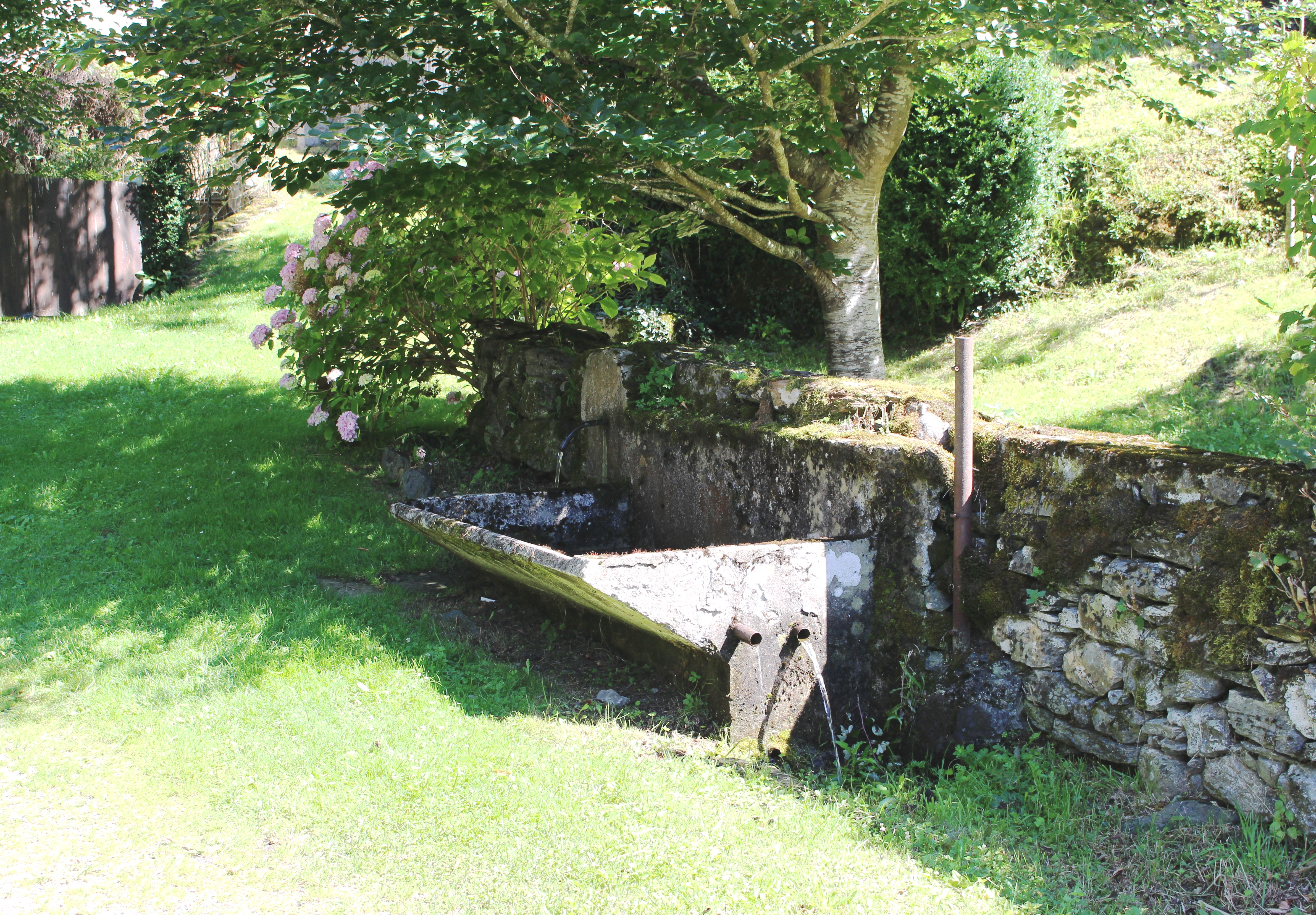
Le lavoir en 2017.

### Lieux et monuments
- Église Saint-Pierre-et-Saint-Paul de Ferrières.
- Lavoir.
- Moulin.

### Lieux de culte
L'église paroissiale est aussi régulièrement que possible desservie par le clergé du diocèse catholique-romain de Tarbes et Lourdes.

### Personnalités liées à la commune
- Jean Espagnolle (1828-1918), prêtre et helléniste y est né.

## Voir aussi

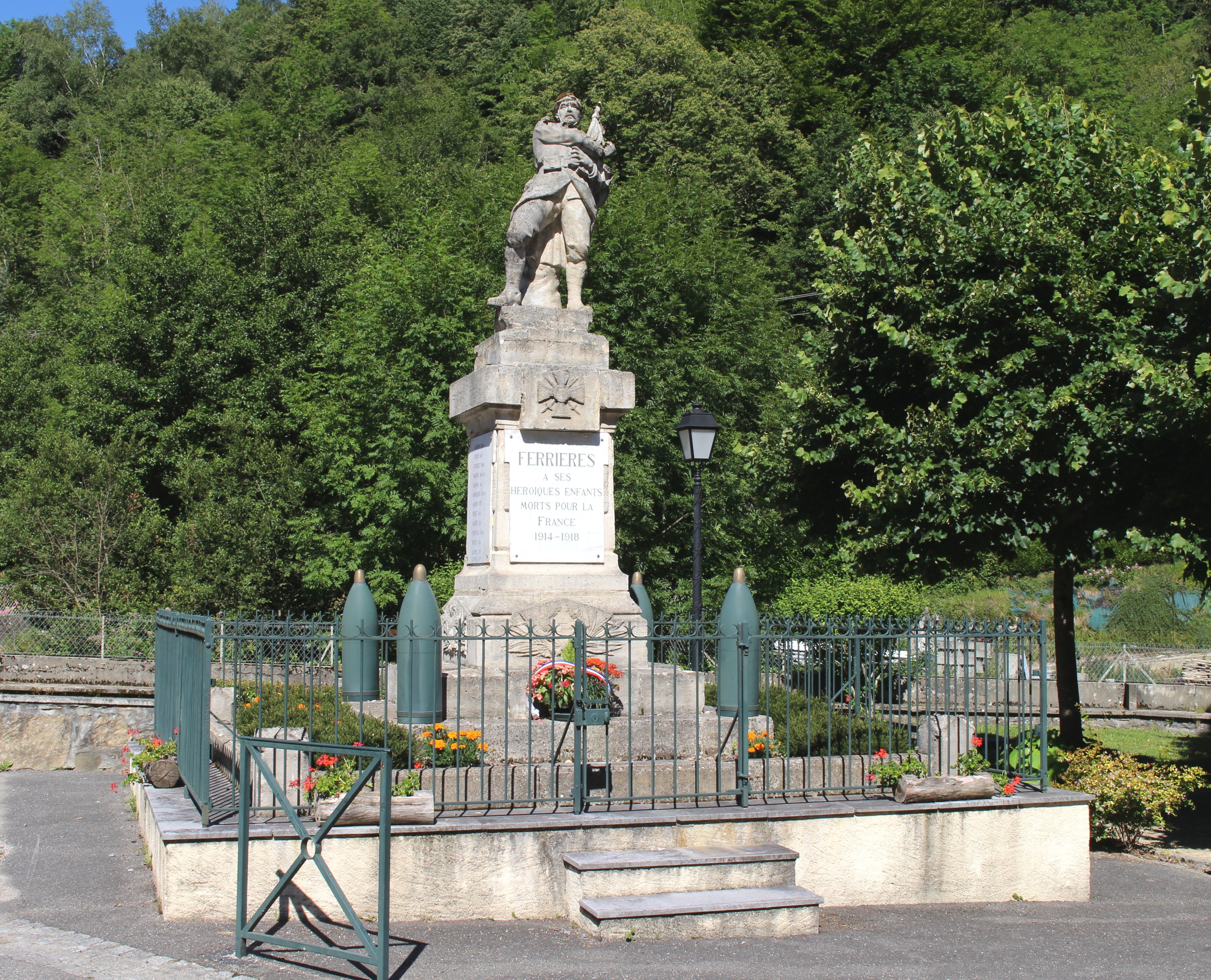
Le monument aux morts municipal.

### Héraldique
| Blason | Blasonnement : De gueules aux deux fers de lance d'argent. |